# 2015年安卡拉爆炸案
当地时间（EEST）2015年10月10日10：04，土耳其首都安卡拉中央火车站外发生两起爆炸。造成103名平民死亡，超过2013年雷伊漢勒爆炸案的死亡人数，成为土耳其现代史上死亡人数最多的恐怖袭击。另有500多人受伤。
此次袭击目标是土耳其进步工会联合会（DISK）、土耳其工程师和建筑师商会联盟（TMMOB）、人民民主党（HDP）、土耳其医学协会（TTB）和公共工人工会联合会（KESK）举行的“劳动、和平与民主”集会。和平游行呼吁土耳其军队与分离主义的库尔德工人党停止愈演愈烈的武装冲突。袭击离11月1日的大选还有21天。
执政党正义与发展党（AKP）、最大反对党共和人民黨（CHP）和反对党民族主义行动党（MHP）谴责此次袭击，并称袭击企图分裂土耳其。共和人民黨和民族主义行动党领导人严厉批评政府的安保不到位，而人民民主党谴责正义与发展党政府纵容了此次袭击。各政党宣布取消竞选活动，总理艾哈迈德·达武特奥卢宣布全国哀悼三天。
没有任何组织声称对袭击事件负责。安卡拉总检察长表示，调查表明很可能是两名自杀式袭击者制造了此次爆炸。10月19日，确认一名袭击者为苏鲁奇爆炸案肇事者的弟弟，两人都被怀疑与伊斯兰国和伊斯兰国附属组织“织布工”有关联。

## 背景
2015年7月20日苏鲁奇爆炸案造成33人死亡后，土耳其軍队一直与伊斯兰国（ISIL）和库尔德工人党（PKK）新一轮的叛乱战斗。与库尔德工人党重新展开的武装冲突导致和平进程终结，2012年政府与库尔德工人党就停火达成一系列和平谈判协议。随着针对库尔德人工人党和伊斯兰国的空袭，后来军事行动的目标开始明确地集中在库尔德工人党驻扎在伊拉克北部的武装力量，促使有关反库尔德工人党的暴力活动在以库尔德人为主的土耳其东南部激增。截止10月7日，自七月以来的暴力浪潮已导致141名士兵和1,740名武装分子死亡，以致部分亲政府的评论家表示库尔德人工人党接近乎失败。然而，大量士兵的死亡也促使该国其他地区的动乱，土耳其民族主义者攻击了人民民主党（HDP）的总部。许多政治家和评论家声称，该国已接近内战。

### 政局
日益增长的暴力事件导致执政党正义与发展党（AKP）在2015年6月大选中失去国会优势，也是13年来首次未能取得国会过半数议席。袭击发生时，艾哈迈德·达武特奥卢领导的正义与发展党政府仍在掌权，直到新的联合政府的形成，总统雷杰普·塔伊普·埃尔多安2015年8月24日呼吁提前举行新的大选后，艾哈迈德·达武特奥卢于2015年8月28日上任临时当选政府。批评者指责正义与发展党试图从民族主义行动党（MHP）收复民族主义者的选票，而故意终结和平进程，也试图通过制造动荡而减少东南部人民民主党（HDP）大本营的投票率。该地区的暴力事件引发了人们对于选举能否安全进行的担忧。

## 事件

### 察觉目标
爆炸发生前不久，由土耳其进步工会联合会（DISK）、土耳其工程师和建筑师商会联盟（TMMOB）、人民民主党（HDP）、土耳其医学协会（TTB）和公共工人工会联合会（KESK）举行的“劳动、和平与民主”集会正在举行。集会计划于衛生廣場举行，火车站立交桥是集聚区。据报道，许多人民民主党（HDP）的支持者准备出席集会，集会区还有众多人民民主党、劳动党（EMEP）和被压迫者社会党（SGDF）的旗帜。

### 爆炸
第一枚炸弹在当地时间（EEST）2015年10月10日10:04爆炸，当时集会参与者正在唱纪念1969年血腥星期日的赞歌。第二枚炸弹在几秒钟后爆炸。爆炸发生在国家情报组织总部附近。爆炸发生后不久，安全部队清除了附近的第三枚和第四枚炸弹。

### 伤亡
爆炸当天，最初死亡人数是86人，另有186人受伤。第二天，公布的死亡总数上升至97人。10月14日，根据总理发表的声明，死亡人数上升至99人。在接下来的几天里，有人在医院里经医治无效，致死亡人数上升到100人至102人。
土耳其医学协会发表的报告则表示，有97人死亡，超过400人受伤，后来死亡人数更新到105至106人。国际媒体说有105至106人死亡，508人受伤。
亲库尔德人的人民民主党（HDP）声称第一天死亡人数为128人，但几天后撤销了声明并为此误导性声明道歉。

### 即时反应
现场的目击者告诉媒体，警方在炸弹爆炸后不久就开始使用催泪瓦斯，同时阻止救护车通过。愤怒的人们试图在爆炸后攻击警车，HDP称警方袭击将伤员运送至安全地带的人。
爆炸后不久，卫生部长穆罕默德·米埃津奧盧（Mehmet Müezzinoğlu）、内政部长塞拉米·奥特洛（Selami Altınok）、司法部长凯南·伊佩克（Kenan İpek）到现场察看情况。然后，示威者高呼反AKP口号，兩人到场后不到一分钟被迫离开。安卡拉总检察长宣布，他们正在调查两名自杀式袭击者，而土耳其国家铁路则表示，途径安卡拉中央火车站的列车将有延误。
总理艾哈迈德·达武特奥卢取消了所有预定活动，并表示将停止竞选活动三天。他会见了总统雷杰普·塔伊普·埃尔多安，埃尔多安在事件发生后也取消了伊斯坦布尔的活动。随后总理召开安全会议，副总理亚尔钦·阿克多安（Yalçın Akdoğan）、努曼·库尔图卢什（Numan Kurtulmuş）和图赫里勒·蒂尔凯什（Tuğrul Türkeş），国家情报组织（MIT）副部长哈坎·费丹（Hakan Fidan）、内政部长塞拉米·奥特洛、司法部长凯南·伊佩克、安卡拉市长穆罕默德·库德齐尔拉西（Mehmet Kılıçlar）、安全总干事基拉李提·里克瑟斯（Celalettin Lekesiz）和其他总理府和卫生部的高级官员。
广播电视最高委员会 (RTÜK)接到总理的请求后，宣布了对爆炸事件所有新闻报道的临时禁令。袭击后由于巨大的使用量，Twitter和Facebook访问速度变慢。

## 肇事者

### 初步猜测
安卡拉总检察长表示，他们正在调查两起自杀式爆炸案。爆炸发生前一天，有人看到一个匿名Twitter账户声称，安卡拉将发生爆炸。
没有任何已知的非国家犯罪组织发表声明对袭击负责，导致对可能的袭击者的猜测。民族主义行动党（MHP）领导人德夫莱特·巴赫切利表示，袭击与七月发生苏鲁奇的爆炸相似，加重了伊斯兰国（ISIL）的嫌疑。据报道，炸弹的材料类型与苏鲁奇爆炸使用的相似，标识着两起事件之间存在潜在的联系。
人民民主党（HDP）公开指责土耳其国家和政府引导了袭击，指责政府与非政府行为体合作，以解决政府存在的不足。人民民主党指控执政党正义与发展党（AKP）是“手上沾满鲜血的杀人犯”，也是土耳其和平与安全的头号威胁。人民民主党的指责遭到了正义与发展党政府的强烈批评。
林业及水资源管理部长维耶索·埃尔奥卢在阿菲永卡拉希萨尔猛烈批评人民民主党，并暗示人民民主党故意组织针对自己的支持者的攻击，以提高公众对他们党的同情。虽然埃尔奥卢没有具体提到人民民主党或库尔德人工人党的名字，他提到了六月人民民主党在迪亚巴克尔集会时遭遇的爆炸是为了提高对人民民主党的支持，“这样做他们能通过10%的選舉門檻”。

### 调查
最初，政府暗示行凶者可能是下列反政府组织：伊斯兰国／达伊沙（IS）、库尔德工人党（PKK）、革命人民解放黨-陣線（DHKP-C）和马列主义共产党（MLKP）。
爆炸后一天，达武特奥卢暗示早期调查表明IS牵连其中。然而，反对党并不同意这一结果。
尤努斯·埃姆雷·阿拉戈茨，一个来自阿德亚曼的库尔德族人，他是苏鲁奇爆炸行凶者阿卜杜拉赫曼·阿拉戈茨的弟弟，政府怀疑他是自杀式袭击者之一。10月14日，媒体报道称，尤努斯和第二名嫌疑人俄梅珥·德尼斯·丁达尔都已认为与ISIL有关系，土耳其警察利用爆炸现场DNA识别了他们。10月19日，正式认定两名自杀炸弹袭击者中的一人为尤努斯·埃姆雷·阿拉戈茨。

### 责任
甚至到了2016年6月，仍没有人或组织声称对袭击负责；土耳其政府（仍然）指责ISIS。

## 反应

### 国内反应

#### 政治

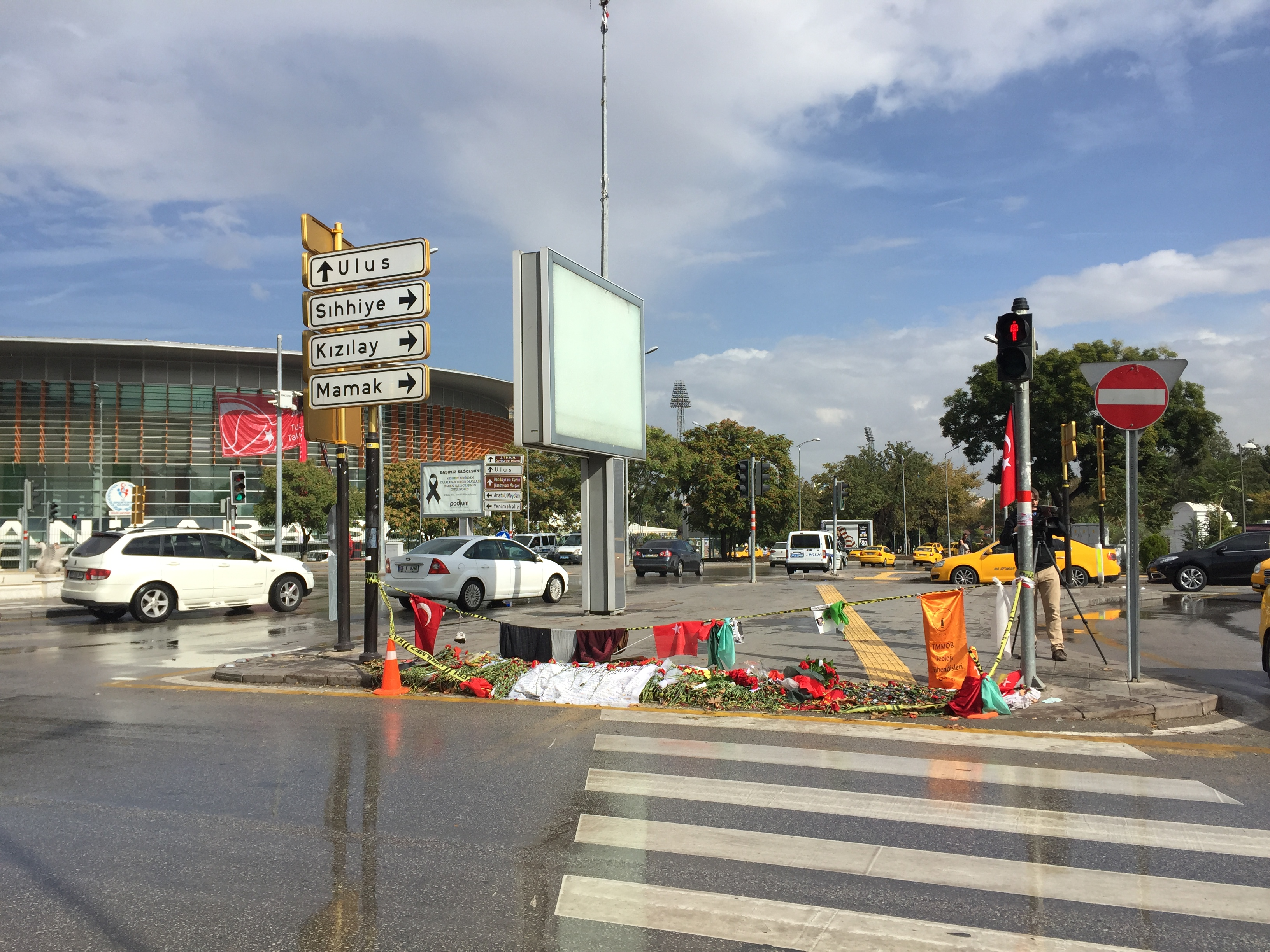
袭击地点

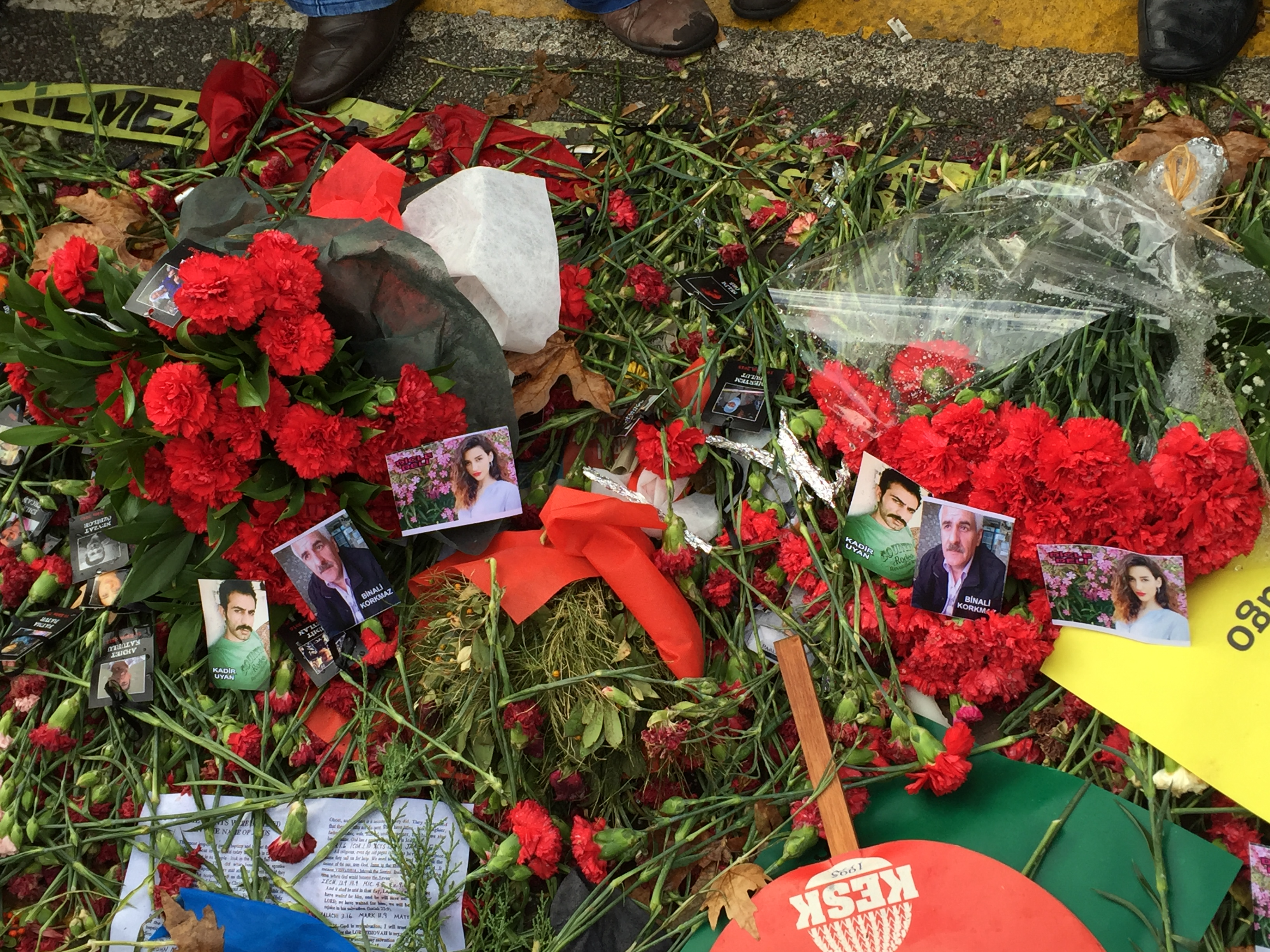
花

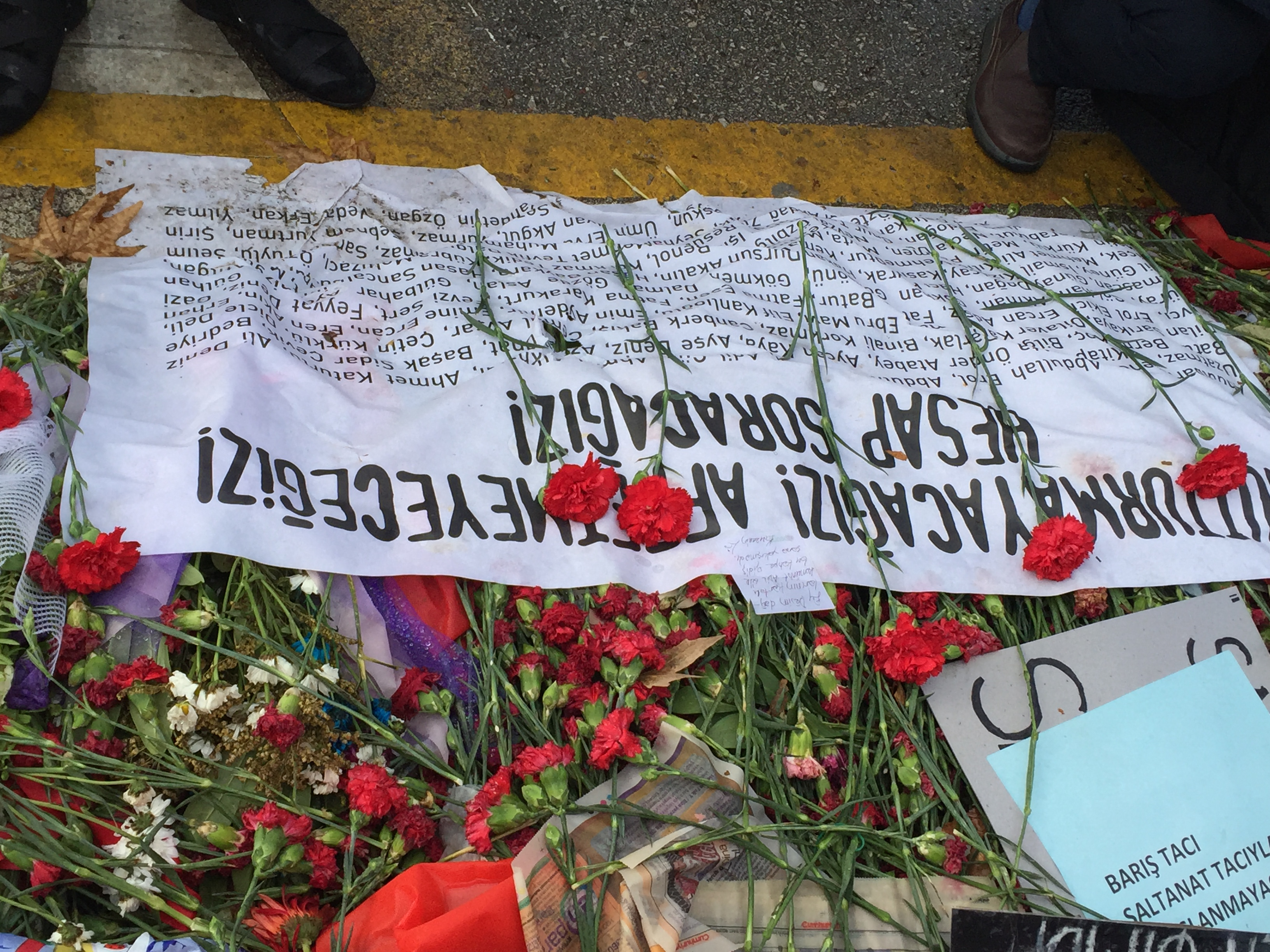
受害者名字

总统雷杰普·塔伊普·埃尔多安谴责爆炸，并发誓在这“令人发指的袭击”后土耳其人民将“团结和统一”在一起。他还说土耳其不会屈服于在社会中传播分裂的努力。他鼓励每个人承担责任，以良好的企图行事，声称政府正在努力，尽可能快地揭开事件的全部细节。
总理、正义与发展党（AKP）主席艾哈迈德·达武特奥卢，发表声明谴责袭击，声称这是对民主和社会各阶层的攻击。他说，土耳其是国家团结的榜样，尽管有几个威胁国家团结统一，达武特奥卢表示袭击后将与反对党领导人会晤。达武特奥卢宣布全国哀悼三天，并发誓不论肇事者是谁，都要将他们绳之以法。
最大反对党共和人民党（CHP）主席凱末爾·奎里達歐魯，表示他们愿意为了终结土耳其继续遭受袭击而接受任何工作，并同意与总理达武特奥卢会晤讨论爆炸事宜。他说，所有党派都应站在一起反对这种袭击，并呼吁肇事者自首，他进一步说，对待暴力从来没有观点分歧。
反对党民族主义行动党（MHP）主席代夫莱特·巴赫切利在袭击发生后取消了原定在伊兹密尔举行的选举集会，在声明中他声称土耳其正在为正义与发展党与暴力团体的紧密关系付出代价，并拒绝与达武特奥卢会面。巴赫切利谴责爆炸是对国家统一的攻击，他还指出，肇事者可以逃避安全和情报组织在国家首都进行轰炸的事实是另一个令人关切的严重问题。
反对党人民民主党（HDP）联合主席塞拉赫丁·德米尔塔什声称，联系到今年早些时候的苏鲁奇和迪亚巴克尔爆炸事件得出结论，袭击是针对他们党的。他指责国家在首都安卡拉市中心进行了“大屠杀”，他进一步声称，他们面临的是一种“疯狂的、没有庄严的和失去理智的”袭击。他指责正义与发展党政府和雷杰普·塔伊普·埃尔多安对土耳其人民施加暴力，谴责他们是“手中沾满鲜血的杀人犯”。德米尔塔什谈到埃尔多安时，将其描述为“黑帮老大”，他声称埃尔多安能够在完全安全的情况下举行集会，但是埃尔多安希望举行和平集会的公众遭到“屠杀”。迪亚巴克尔在对正义与发展党主席、总理达武特奥卢的批评中，声称正义与发展党是土耳其和平与安全的最大威胁。
爆炸后不久，库尔德工人党／库尔德斯坦社群团体宣布停火，以确保十一月的选举和平进行，据报道，停火计划在爆炸发生前已计划好了。然而，停火并没有实现，因为爆炸后每天都有警察和士兵在库尔德工人党袭击中丧生。

#### 其他

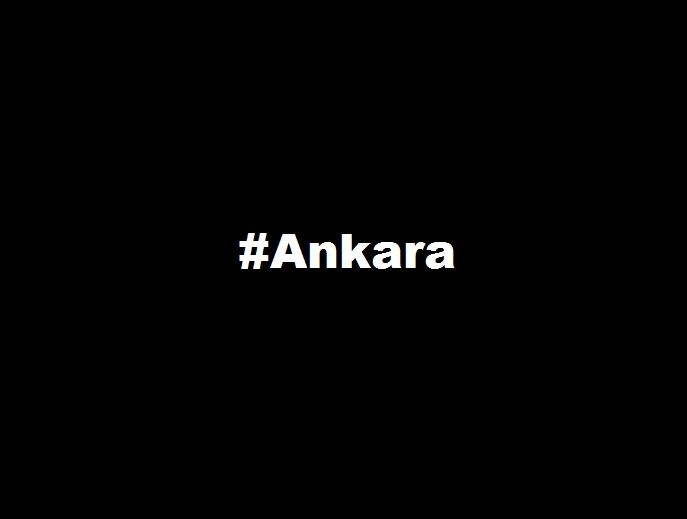
社交媒体用户分享的袭击共享图片。

10月13日在早间电视谈话节目结束之前，土耳其广播电视公司主播Selver Gözüaçık读了一位观众的推文，“将所有遇害者放在一起是不对的，（因为）有些人是无辜的”。他同意这种观点，说可能有“警察、清洁人员、路人或去上班的人”也在爆炸中丧生。
前诺贝尔文学奖获得者奥尔汗·帕穆克批评埃尔多安造成不安全的气氛，因为持久努力达到议会的多数席位，使该国处于宗派冲突的边缘。“选举失败激发埃尔多安……他没有成功说服库尔德人给他的建立一个总统共和国的计划投票，这就是为什么他决定在11月1日再次投票。但是，政府和军队都不满意事件的发展，他们同意恢复对库尔德运动的战争。”
在2016年欧洲足球锦标赛预选赛土耳其与冰岛比赛为遇难者默哀一分钟期间，人群中反而发出嘘声、吹口哨、喊土耳其极端民族主义口号和吟颂真主至大。

### 国际反应

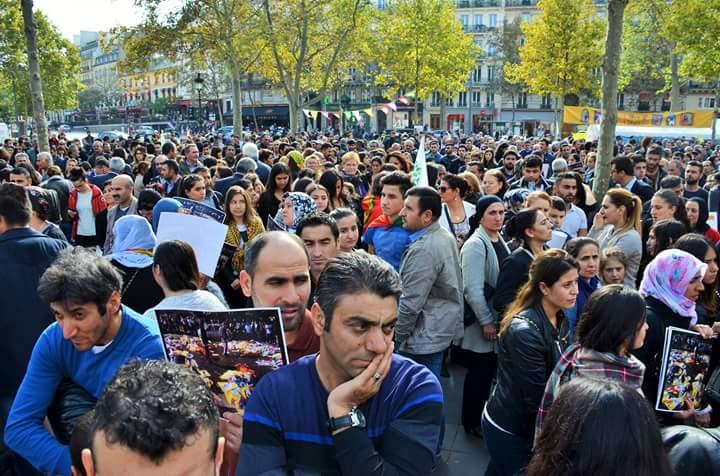
数万人在欧洲各地抗议。

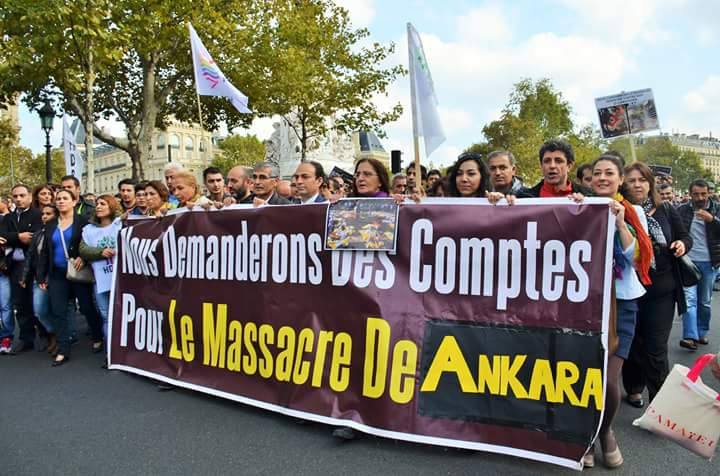
巴黎的抗议横幅。

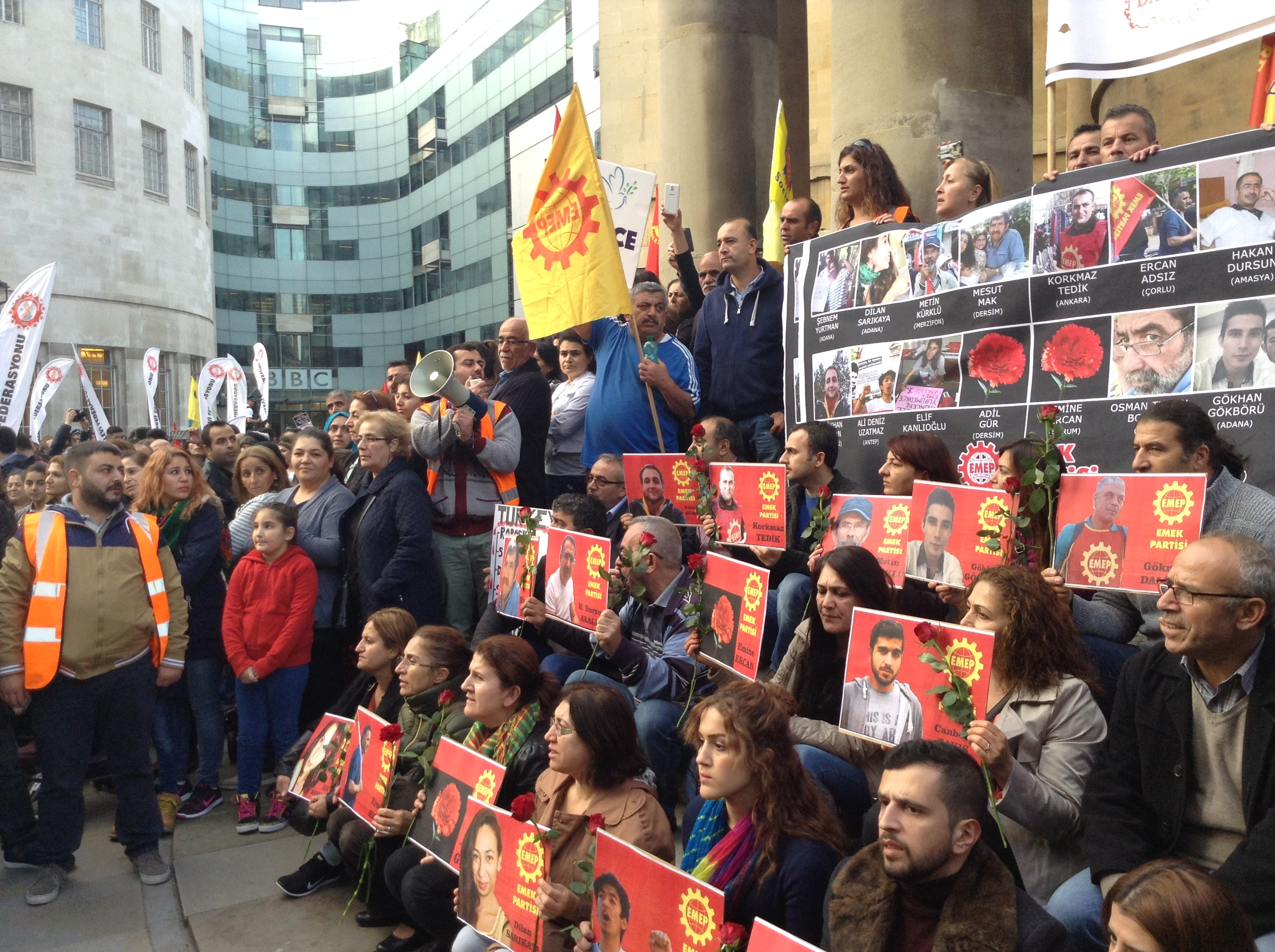
土耳其劳动党支持者在伦敦抗议。

#### 超国家机构
- 欧洲联盟：欧洲理事会主席唐纳德·图斯克谴责爆炸袭击，指出它“不顾他人地利用了土耳其的敏感时期”。[84]联盟外交和安全政策高级代表费代丽卡·莫盖里尼和欧洲扩大和欧洲睦邻政策专员约翰内斯·哈恩发表了一个联合声明，他们敦促土耳其社会和所有的政治力量团结起来反对恐怖袭击。[85][86]

#### 国家
- 亞美尼亞：总统谢尔日·萨尔基相表示哀悼和谴责爆炸事件。[87]
- ：总理马尔科姆·特恩布尔打电话给土耳其总理表示慰问。反对党领袖向土耳其大使代表表达慰问。[谁？][88][需要較佳来源]
- ：总统伊利哈姆·阿利耶夫打电话给土耳其总统埃尔多安，向遇害者家属和土耳其人民表示慰问。[89]
- 中國：外交部发言人华春莹“强烈谴责爆炸”，重申了中国在恐怖主义问题上的立场，代表中国人民表示“我们反对一切形式的恐怖主义”。[90]
- 哥伦比亚：总统胡安·曼努埃尔·桑托斯谴责这一行径。[91]外交部代表政府发表谴责声明，“哥伦比亚谴责暴力恐怖袭击，对这种破坏和平的行为深感遗憾。”[92]
- 賽普勒斯：总统尼科斯·阿纳斯塔夏季斯对袭击表示震惊，并表达了慰问。外交部也发表了一份声明，谴责攻击，并对该地区恐怖活动的蔓延表示关切，并表示必须下决心打击恐怖威胁。[93]
  -  北賽普勒斯：总统穆斯塔法·阿肯哲谴责爆炸事件，称之为“在土耳其最需要国内和平的时候惨无人道的攻击”。总理厄梅尔·卡尔永朱宣布全国哀悼三天。[94]
- 捷克：总理博胡斯拉夫·索博特卡谴责攻击，并向土耳其政府和受影响的人表示慰问。他指出，犯罪者绳之以法。[95]外交部长卢博米尔·扎奥拉莱克也表示慰问，并称袭击不应影响即将举行的选举，并使土耳其的民主基础受到威胁。[96][97][98]
- 埃及：外交部发表声明谴责爆炸，并呼吁国际社会反对恐怖主义行径。[99]
- 法國：总统弗朗索瓦·奥朗德谴责袭击，并表达了慰问。[100]
- 德国：外交部长弗兰克-瓦尔特·施泰因迈尔谴责袭击是“对和平示威者的野蛮恐怖袭击……对土耳其民主进程的攻击。”[101]
- 希腊：总理阿列克西斯·齊普拉斯谴责攻击，并呼吁埃尔多安解释众多针对土耳其民主集会的袭击。
  - 反对党新民主党和希腊共产党(KKE)也谴责了攻击。[102]
- ：总统亞歷杭德羅·馬爾多納多谴责攻击，并声援受害者。[103]
- 匈牙利：总理欧尔班·维克多在给土耳其总理的慰问信中表示，“这个可怕的悲剧不能破坏我们对国际反恐合作的承诺。”[104]
- 印度：总理纳伦德拉·莫迪在他的Twitter上写道他对于“由于炸弹爆炸失去生命的人”感到悲哀，也向死者家属表示哀悼，为伤者祈祷。[105]
- 伊朗：第一副总统艾沙格·贾汉基里说，两国应密切合作打击肇事者。“鉴于该地区紧张、敏感的局势和国外势力利用这些有利条件，两国增加意见的交流以及广泛的协商具有特殊的意义。”他进一步指出，伊朗感兴趣与土耳其在不同领域的展开更高层次的合作。关于爆炸事件他说，他对爆炸事件表示遗憾，并表示伊朗准备向受害者提供医疗援助。[106]

外交部发言人马尔齐·阿夫哈姆对袭击表示悲痛，并向受害者家属表示同情。
- 以色列：总统鲁文·里夫林在给土耳其总统的慰问信中表示，“对这恶毒袭击感到悲哀”并表示“希望为我们区域全体人民建立一个更好、更安全的未来。”[108]
- 義大利：总统塞尔焦·马塔雷拉谴责袭击，表示意大利人民与土耳其人民团结在一起。

总理马泰奥·伦齐对于“对民主和和平的残酷恐怖袭击”感到沮丧和悲伤。
- 拉脫維亞：外交部长艾德加斯·林克维奇斯在Twitter上谴责袭击，并向受害者家属表示慰问。[110]
- 立陶宛：总统达利娅·格里包斯凯特和总理阿尔吉尔达斯·布特凯维丘斯表示哀悼，并指出“整个国际社会应该一致谴责对土耳其的恐怖袭击。”[111]
- 尼泊尔：尼泊尔外交部的新闻稿表示尼泊尔政府“强烈谴责2015年10月10日发生在土耳其首都安卡拉的自杀式爆炸袭击，造成了这么多宝贵生命的损失和巨大的财产损失。”[112]
- 巴基斯坦：外交部发表声明谴责轰炸，并向土耳其人民和政府表示慰问。[113]
- 羅馬尼亞：总统克劳斯·约翰尼斯谴责袭击，并向土耳其人民表示哀悼。他还重申罗马尼亚“郑重承诺打击任何形式的恐怖主义和极端主义。”[114]
- 俄羅斯：总统弗拉基米尔·普京说：“必须团结起来打击这种邪恶。土耳其发生的……的确是一个无耻的恐怖袭击，当然这是企图破坏我们邻国和友好国家土耳其的稳定局势。”[115]
- 总理德米特里·梅德韦杰夫向“这令人发指的恐怖行径中所有失去了亲人的人”表示同情，他的办公室也发新闻稿谴责袭击，并“转达了他对安卡拉爆炸遇难者的吊唁，并希望伤者尽早康复。”[116][117]
- 乌克兰：外交部长帕夫洛·科利姆金谴责攻击，并希望伤员尽早康复。[118]
- 英国：外交及聯邦事務大臣夏文達谴责这“野蛮”的袭击，并向遇难者家属表示哀悼。他还表示，英国政府与土耳其人民站在一起。[119]
  - 反恐警务处处长助理专员马克·罗利表示，该国警方正在为土耳其调查人员提供“持续的支持”。他还呼吁英国“受影响”社区中的人与警方反恐热线联系。他最后补充说，“我们深感悲痛听到”爆炸事件，并向土耳其和该国的土耳其社区表示哀悼。[120]
- 美国：总统贝拉克·奥巴马通过电话向埃尔多安总统表示慰问，并“重申在打击恐怖主义和共同应对地区安全挑战的问题上，美国人民与土耳其人民站在一起。”[121]

美国驻土耳其大使馆谴责袭击，并表示哀悼。
- 越南：外交部发言人黎海平“强烈谴责恐怖袭击”，并向土耳其政府、人民和受害者家属表示慰问。[124]

#### 其他
- 保卫国际（英语：Defend International）：主席Widad Akrawi博士对爆炸表示遗憾，并对那些在和平与和解的旗帜下举行集会的人表示慰问，并表示声援和平的声音不能為爆炸、暴行与野蛮所压制。[125]她还呼吁“联合国视察员对自杀爆炸及其后果展开公正的调查”。[126]

#### 旅游警告
奥地利、比利时、加拿大、丹麦、法国、德国、伊朗、荷兰、新西兰、波兰、瑞士、英国发出了旅游警告，建议应避免到土耳其进行非必要旅行。

## 后果
袭击发生后，总理艾哈迈德·达武特奥卢宣布全国哀悼三天。

### 选举活动
由于在2015年11月大选的竞选期间发生轰炸，各党派放弃了原定的集会。正义与发展党(AKP)取消了袭击后三天的原计划选举日程。共和人民党(CHP)也取消了他们的日常计划，和党主席凯末尔·奎里达欧鲁白天在伊斯坦布尔竞选活动。民族主义行动党(MHP)推迟了在伊兹密尔举行的选举集会。人民民主党(HDP)声称他们党是袭击的目标，并放弃在伊斯坦布尔总部举行选举战略会议。总统雷杰普·塔伊普·埃尔多安也取消了伊斯坦布尔的活动，包括访问土库曼斯坦。

### 辞职呼声
屏幕捕捉到司法部长凯南·伊佩克由于病毒引起的微笑后，共和人民党主席凯末尔·奎里达欧鲁表示他应该在会议上向达武特奥卢辞职。他说：“司法部长（面带笑容回答记者问题）令人惊讶。社会正在经历严重创伤，而司法部长却在微笑。司法部长不能继续擔當職務。”他补充说，达武特奥卢将在收到伊佩克行为的报告后作出决定。此事也受到社会媒体批评。此外，共和人民党副主席哈科克也呼吁内政部长沙拉米·阿拉特内克立即辞职，称他不称职。

### 工业行动
和平集会组织者公共工人工会联合会（KESK）、土耳其工程师和建筑师联合会（TMMOB）、土耳其医学协会（TTB）和土耳其进步工会联合会（DISK）宣布，将于10月12日星期一和10月13日星期二举行为期两天的工业行动，以示尊重死者，并抗议“法西斯主义屠杀”。 工会还表示，他们不会放弃为结束冲突所作的努力。

### 库尔德工人党停火
爆炸后不久，库尔德工人党(PKK)宣布停火，以确保11月1日的选举和平进行。停火声明通过库尔德斯坦社群联盟(KCK)行政机构发布，公告库尔德工人党不会进行任何进攻，除非遇到挑衅或出于自卫。尚不清楚的是，在安卡拉爆炸发生后约一个小时发表的停火声明是否与袭击事件有关。

### 反政府抗议
袭击发生后当天下午，成千上万的工会成员在伊斯坦布尔塔克西姆广场抗议爆炸袭击，许多参与者高喊反政府口号，呼吁执政党正义与发展党和埃尔多安辞职。约有10,000人汇合在伊斯提克拉大街，有人携带“国家是杀手”和“我们知道凶手”的标语。伊兹密尔发生了类似的抗议活动，阿尔桑卡克（伊兹密尔市中心的一个区）的抗议者与防暴警察之间发生了短暂冲突。土耳其大国民议会正义与发展党国会议员在巴特曼发起抗议，之后防暴警察使用催泪瓦斯和水炮將之驱散。在安卡拉克孜拉伊15名蒙面人使用烟花攻击警察，警察使用胡椒喷雾和水炮反击。2000多名抗议者在迪亚尔巴克尔举行示威游行，300名抗议者参加了尚勒烏爾法的抗议活动，其中有正义与发展党和民主地区党的政治人物参与。类似抗议还发生在凡城、通傑利和卡爾斯，参与的政治人物有来自正义与发展党、共和人民党以及各工会联盟的公共工人工会联合会、土耳其工程师和建筑师联合会、土耳其医学协会、土耳其进步工会联合会等。